# Теребовлянське гето
Теребовлянське гето — гето для представників єврейського народу, створене під час Другої світової війни у місті Теребовля.

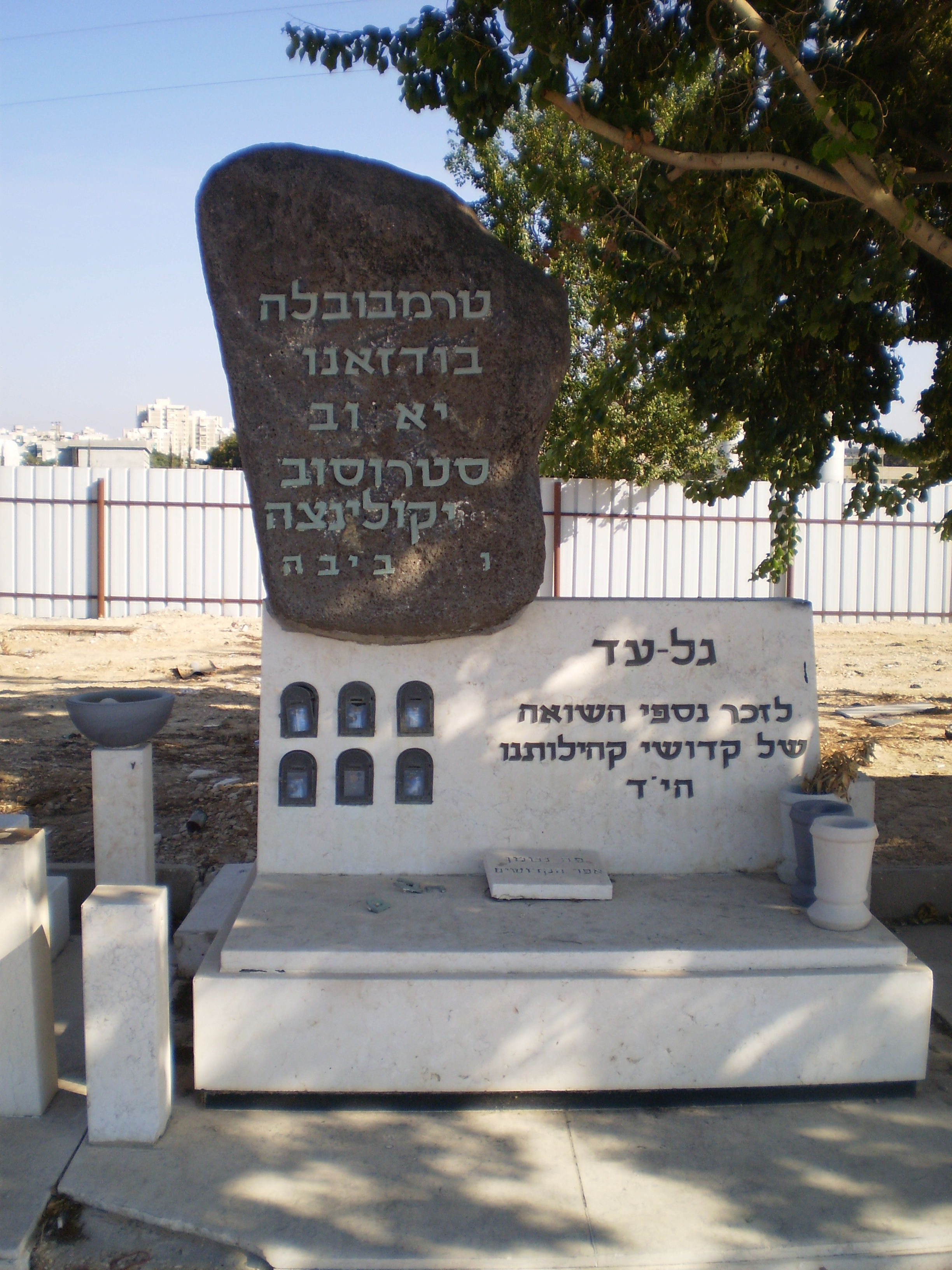
Пам'ятник євреям Теребовлі та Буданова у вигляді символічної могили у місті Холон в Ізраїлі

Станом на середину 1941 року в Теребовлі проживали близько 1700 євреїв. У листопаді 1942 року до міста переселили євреїв з навколишніх сіл та двох містечок — Струсова і Буданова. 5 листопада 1942 року 1091 єврея було вивезено до винищувального табору у місті Белжець, а 109 розстріляно у самому місті.
1 грудня 1942 року відповідно до наказу обергрупенфюрера СС Крюгера створено Теребовлянське гето. На той час у ньому перебувало близько 2,5 тисяч осіб. Гето розміщувалося на вулиці Яна Собеського, сучасній вул. Січових Стрільців, яка тягнулася від парку Т.Шевченка (тоді площа Пілсудського) аж до Касарень (казарм).
1943 року було ліквідовано Теребовлянське гето. Німецька жандармерія з допомогою української поліції провела три масові страти євреїв поблизу Плебанівки:
- 7 квітня 1943 розстріляно близько 1100 осіб,
- 3 червня 1943 розстріляно 845 осіб,
- 5 червня 1943 розстріляно 350 останніх жителів гето.

Вдалося втекти і вижити лише кільком десяткам жителів гето.
На території гето розміщувалися дві міські школи. Заздалегідь перед знищенням гето діти польських і українських сімей були попереджені, що не потрібно приходити на уроки.